# Autopista AP-9
Die Autopista AP-9 oder Autopista del Atlántico ist eine Autobahn in Spanien und Teil der Europastraße 1. Die Autobahn beginnt in A Coruña und endet in Tui.

## Streckenverlauf

### Abschnitte
| Position | Kurzbezeichnung | Abschnitt                                                  | km | Eröffnung                                                                                        |
| -------- | --------------- | ---------------------------------------------------------- | -- | ------------------------------------------------------------------------------------------------ |
| 1        | AP-9            | Ferrol-Fene                                                | 9  | 2003                                                                                             |
| 2        | AP-9            | Fene-Cabanas                                               | 6  | 1999                                                                                             |
| 3        | AP-9            | Cabanas-Miño                                               | 9  | 1998                                                                                             |
| 4        | AP-9            | Miño-Guísamo                                               | 10 | 1997                                                                                             |
| 5        | AP-9            | Guísamo-Cecebre                                            | 2  | 1980                                                                                             |
| 6        | AP-9            | A Coruña-A Barcala                                         | 7  | 1984                                                                                             |
| 7        | AP-9            | A Barcala-Santiago de Compostela (nord)                    | 60 | 1979                                                                                             |
| 8        | AP-9            | Santiago de Compostela (nord)-Santiago de Compostela (süd) | 8  | 2 Fahrbahnen pro Richtung: 1988 3 bis 5 Fahrbahnen pro Richtung: 2018                            |
| 9        | AP-9            | Santiago de Compostela (süd)-Padrón                        | 18 | 1990                                                                                             |
| 10       | AP-9            | Padrón-Caldas de Reyes                                     | 17 | 1991                                                                                             |
| 11       | AP-9            | Caldas de Reyes-Pontevedra (nord)                          | 19 | 1992                                                                                             |
| 12       | AP-9            | Pontevedra (nord)-Pontevedra (süd)                         | 3  | 1992                                                                                             |
| 13       | AP-9            | Pontevedra (süd)-Vigo                                      | 23 | 2 Fahrbahnen pro Richtung: 1981 3 Fahrbahnen pro Richtung (Zufahrt O Morrazo-Zufahrt Teis): 2017 |
| 14       | AP-9            | Teis-Rebullón                                              | 10 | 1999                                                                                             |
| 15       | AP-9            | Rebullón-Tui (Grenze zu Portugal)                          |    | 2003                                                                                             |

### Streckenführung

#### AP-9F Guísamo–Ferro
| Position | höchste zulässige Gesamtgeschwindigkeit | Fahrbahnen | Richtung (Ferrol)                                                     | Richtung (La Coruña)                                                  | Fahrbahnen                      |
| -------- | --------------------------------------- | ---------- | --------------------------------------------------------------------- | --------------------------------------------------------------------- | ------------------------------- |
| 1        | 120                                     | 0F         | A Coruña Santiago de Compostela                                       | A Coruña Santiago de Compostela                                       | AP-9 E 1                        |
| 2        | 80                                      |            |                                                                       | Guísamo (Mautstelle)                                                  |                                 |
| 3        | 120                                     | 2F-A       | Guísamo Betanzos                                                      |                                                                       | N-V1                            |
| 4        | 120                                     | 2F-B       | Bergondo Sada                                                         | Bergondo Sada                                                         |                                 |
| 5        | 80                                      |            | Montecelo (Tunnel) Länge: 250m                                        | Montecelo (Tunnel) Länge: 250m                                        |                                 |
| 6        | 120                                     | 12F        | Miño Perbes                                                           | Miño Perbes                                                           | CP-4803                         |
| 7        | 120                                     | 15F        | Área de Servicio de Miño                                              | Área de Servicio de Miño                                              |                                 |
| 8        | 80                                      |            | Campolongo (Tunnel) Länge: 540m                                       | Campolongo (Tunnel) Länge: 540m                                       |                                 |
| 9        | 120                                     | 21F        | Cabañas–Pontedeume Puentes                                            | Cabañas–Pontedeume Puentes                                            | N-651 AC-564                    |
| 10       | 80                                      |            | Pedra de Couto (Tunnel) Länge: 990m                                   | Pedra de Couto (Tunnel) Länge: 990m                                   |                                 |
| 11       | 80                                      |            | Fene                                                                  |                                                                       |                                 |
| 12       | 120                                     | 25F        | Industriegebiet Vilar do Colo Ares – Mugardos Puentes                 |                                                                       | VG 1.2. AC-563                  |
| 13       | 120                                     | 27F-A      | Fene Ferrol                                                           | Ares – Mugardos Puentes                                               | N-651                           |
| 14       | 120                                     | 27F-B      |                                                                       | Fene Ferrol                                                           | N-651 VG 1.2. AC-563            |
| 15       | 80                                      |            | O Sartego (Tunnel) Länge: 1044m                                       | O Sartego (Tunnel) Länge: 1044m                                       |                                 |
| 16       | 100                                     | 31F        | Fene Neda                                                             | Fene Neda                                                             | AC-115                          |
| 17       | 100                                     | 33F        | A Gándara (Industriegebiet) Xuvia–Ortigueira                          | A Gándara (Industriegebiet) Xuvia–Ortigueira                          | FE-11 AC-862                    |
| 18       | 100                                     | 34F        | Narón As Pontes Industriegebiet Río do Pozo Puerto exterior de Ferrol | Narón As Pontes Industriegebiet Río do Pozo Puerto exterior de Ferrol | AC-862 AC 866 FE-12 AG-64 N-655 |
| 19       | 90                                      | 36F        | Cedeira–Ortigueira A Coruña Krankenhaus                               | Cedeira–Ortigueira A Coruña Catabois Krankenhaus                      | AC-115 AC-865 N-651 FE-13       |
| 20       | 90                                      |            | Ende der Autopista weiter als FE-15                                   | Beginn der Autopista                                                  | FE-15                           |

#### AP-9 La Coruña–Tuy
| Position | höchste zulässige Gesamtgeschwindigkeit | km   | Richtung (Tuy (süd))                                         | Richtung (La Coruña (nord))                                    | Anschluss an                 |
| -------- | --------------------------------------- | ---- | ------------------------------------------------------------ | -------------------------------------------------------------- | ---------------------------- |
| 1        | 80                                      |      | Beginn der Autopista                                         | Ende der Autopista, weiter nach Avenida Alcalde Alfonso Molina | AC-11                        |
| 2        | 100                                     | 3    |                                                              | Puente da Pasaxe Krankenhaus                                   | AC-12                        |
| 3        | 120                                     | 6    | Área de Servicio de O Burgo                                  | Área de Servicio de O Burgo                                    |                              |
| 4        | 120                                     | 7    | O Temple-O Burgo San Pedro de Nós Flughafen A Coruña         |                                                                |                              |
| 5        | 120                                     | 12   |                                                              | Cambre Mabegondo                                               |                              |
| 6        | 120                                     | 15   | Ferrol                                                       | Ferrol                                                         | AP-9F E-1                    |
| 7        | 80                                      |      |                                                              | Guísamo (Mautstelle)                                           |                              |
| 8        | 120                                     | 16   | Arteixo Lugo–Madrid                                          |                                                                | A-6 E-70                     |
| 9        | 120                                     | 18   | Área de Descanso de Piadela                                  | Área de Descanso de Piadela                                    |                              |
| 10       | 120                                     | 39   | Área de Servicio de Ameixeira                                | Área de Servicio de Ameixeira                                  |                              |
| 11       | 120                                     | 41   | Órdenes                                                      | Órdenes                                                        | N-550                        |
| 12       | 80                                      | 55   | Sigüeiro Flughafen Sigüeiro (Mautstelle)                     | Sigüeiro Flughafen                                             | N-550                        |
| 13       | 120                                     | 60   | Área de Descanso de Marantes                                 | Área de Descanso de Marantes                                   |                              |
| 14       | 120                                     | 67   | Santiago de Compostela Lugo Flughafen Santiago de Compostela | Santiago de Compostela Lugo Flughafen Santiago de Compostela   | SC-20 A-54                   |
| 15       | 120                                     | 72   | Santiago de Compostela Ourense A Estrada Ourense–Madrid      | Santiago de Compostela Ourense A Estrada Ourense–Madrid        | SC-11 N-525 AP-53 AG-59 A-52 |
| 16       | 120                                     | 75   | Noia O Milladoiro–Santiago de Compostela Krankenhaus         | Noia O Milladoiro–Santiago de Compostela Krankenhaus           | AG-56 SC-20                  |
| 17       | 80                                      |      |                                                              | Santiago de Compostela (Mautstelle)                            |                              |
| 18       | 120                                     | 80   | Área de Servicio de Compostela                               | Área de Servicio de Compostela                                 |                              |
| 19       | 120                                     | 93   | Ribeira Padrón Pontecesures                                  | Ribeira Padrón Pontecesures                                    | AG-11 N-550                  |
| 20       | 120                                     |      | Provinz Pontevedra                                           | Provinz A Coruña                                               |                              |
| 21       | 120                                     | 104  |                                                              | Catoira Ribeira Valga                                          | EP-8001 N-550                |
| 22       | 120                                     | 110  | Caldas de Reis Vilagarcía de Arousa                          | Caldas de Reis Vilagarcía de Arousa                            | N-640                        |
| 23       | 120                                     | 114  | Área de Servicio de Salnés                                   | Área de Servicio de Salnés                                     |                              |
| 24       | 120                                     | 119  | Cambados-Sangenjo O Grove                                    |                                                                | AG-41                        |
| 25       | 80                                      |      | Pontevedra (Mautstelle)                                      |                                                                |                              |
| 26       | 120                                     | 129  | Pontevedra (nord) Poio                                       | Pontevedra (nord) Poio                                         | PO-531 PO-308                |
| 27       | 120                                     | 132A | Pontevedra (süd)–Marín                                       | Pontevedra (süd)–Marín                                         | PO-11                        |
| 28       | 120                                     | 132B | Ourense Pontevedra                                           | Ourense Pontevedra                                             | N-541                        |
| 29       | 120                                     | 135  | Área de Descanso de A Rialiña                                | Área de Descanso de A Rialiña                                  |                              |
| 30       | 120                                     | 137  | Redondela Pontevedra–Morrazo (Mautstelle)                    | Pontevedra–Morrazo (Mautstelle)                                | N-550                        |
| 31       | 80                                      | 143  | Área de Servicio de San Simón                                | Área de Servicio de San Simón                                  |                              |
| 32       | 120                                     | 146  | Moaña–Cangas Vilaboa                                         |                                                                | AG-654 PO-54 N-554           |
| 33       | 100                                     | 147A |                                                              | Moaña–Cangas Vilaboa                                           | AG-654 PO-54 N-554           |
| 34       | 80                                      |      | Puente de Rande 1.558m                                       | Puente de Rande 1.558m                                         |                              |
| 35       | 100                                     | 147B |                                                              | Moaña–Cangas Vilaboa                                           | AG-654 PO-54 N-554           |
| 35       | 100                                     | 148  |                                                              | Redondela                                                      |                              |
| 36       | 100                                     | 151  | Vigo Hafen                                                   | Vigo                                                           | AP-9                         |
| 37       | 90                                      |      | Madroa (Tunnel) Länge: 440m                                  | Madroa (Tunnel) Länge: 440m                                    |                              |
| 38       | 90                                      |      | Candean (Tunnel) Länge: 870m                                 | Candean (Tunnel) Länge: 870m                                   |                              |
| 39       | 120                                     | 157  | Flughafen Vigo Redondela Puxeiros-Mos                        | Vigo Krankenhaus                                               | N-555 N-120                  |
| 40       | 120                                     | 159A | Vigo Krankenhaus                                             | Vigo Krankenhaus                                               | A-55                         |
| 41       | 120                                     | 159B | O Porriño Tuy Ourense–Madrid                                 | O Porriño Tuy Ourense–Madrid                                   | A-55 A-52                    |
| 42       | 120                                     | 161  | Vigo–Terminal Bouzas Baiona                                  | Vigo–Terminal Bouzas Baiona                                    | VG-20 AG-57                  |
| 43       | 80                                      | 168  | O Porriño Ourense Puxeiros (Mautstelle)–Tuy                  | O Porriño Ourense Puxeiros (Mautstelle)–Tuy                    | A-55 A-52                    |
| 44       | 100                                     | 177  | Tuy (nord) Tuy (süd)–Portugal                                | Tuy (nord) Tuy (süd)–Portugal                                  | A-55                         |

#### AP-9V Teis–Vigo
| Position | höchste zulässige Gesamtgeschwindigkeit | km   | Richtung (Vigo)                                                        | Richtung (Teis)                                                        | Anschluss an                      |
| -------- | --------------------------------------- | ---- | ---------------------------------------------------------------------- | ---------------------------------------------------------------------- | --------------------------------- |
| 1        | 100                                     | 151V | Pontevedra A Coruña Flughafen Vigo Tui Portugal Porriño Ourense Baiona | Pontevedra A Coruña Flughafen Vigo Tui Portugal Porriño Ourense Baiona | AP-9 E-1 AP-9 E-1 A-57 A-52 AG-57 |
| 2        | 120                                     | 1V   | Teis-Chapela                                                           |                                                                        |                                   |
| 3        | 120                                     | 2V   | Avenida Buenos Aires Flughafen Vigo                                    |                                                                        |                                   |
| 4        | 120                                     | 4V   | Calle García Barbón Puerto Terminal Bouzas                             |                                                                        |                                   |
| 5        | 80                                      | 5V   | Ende der Autopista weiter als Calle de Alfonso XIII                    | Beginn der Autopista                                                   |                                   |

## Größere Städte an der Autobahn

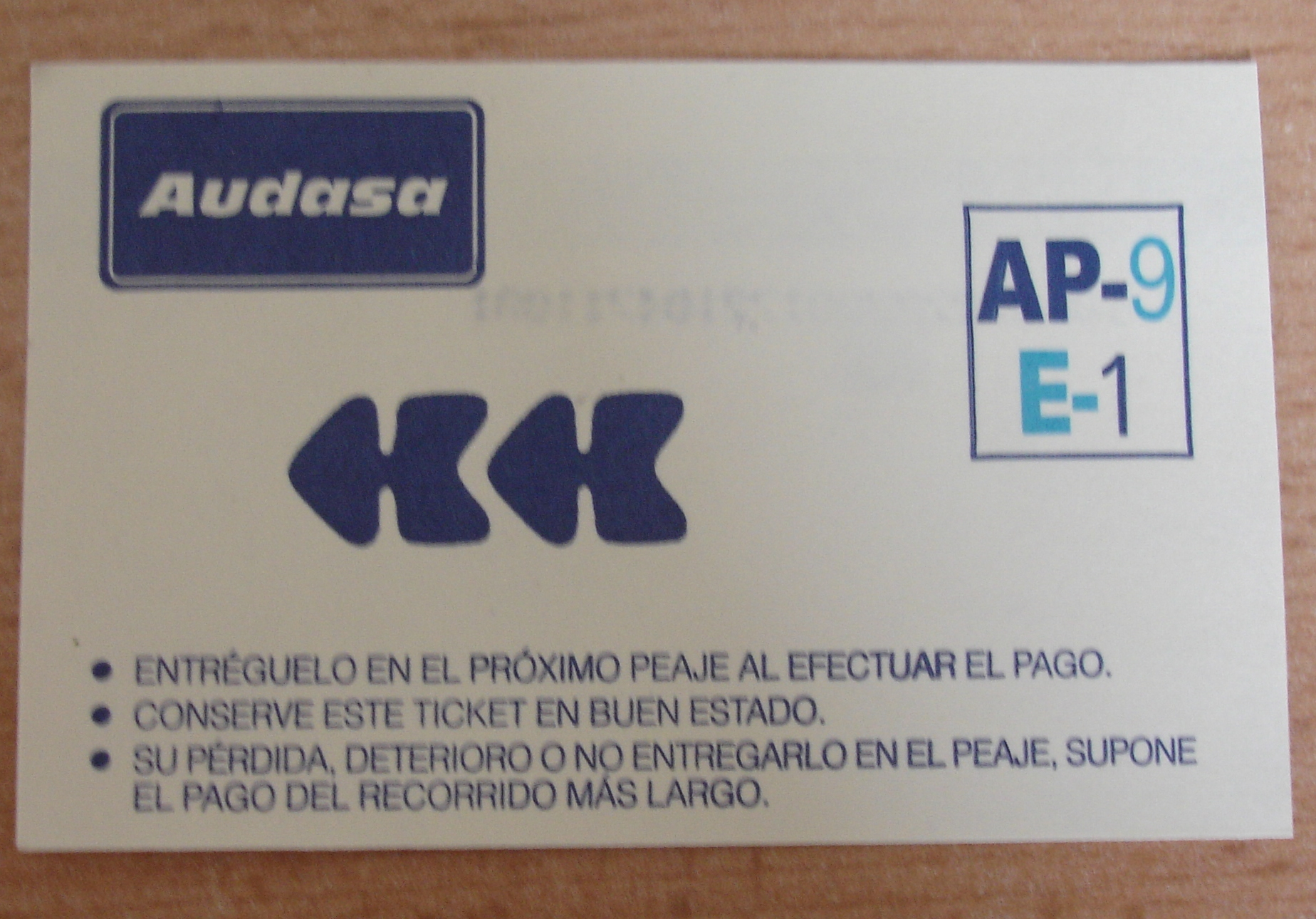
Mautticket für die AP-9 (Teil der E-1)

- A Coruña
- Santiago de Compostela
- Pontevedra
- Vigo
- Tui